# Hisa-ye Duwum-e Kohistan
Hisa-ye Duwum-e Kohistan är ett distrikt i Afghanistan. Det ligger i provinsen Kapisa, i den nordöstra delen av landet, 60 kilometer norr om huvudstaden Kabul. Administrativ huvudort är Kishiktan.
Distriktet beräknades år 2022 ha cirka 53 000 invånare.